# 後田裕
後田裕（うしろだ ゆたか）は、日本の物理学者。高エネルギー加速器研究機構素粒子原子核研究所教授。総合研究大学院大学高エネルギー加速器科学研究科素粒子原子核専攻と東京大学大学院理学系研究科物理学専攻に研究室を設置している。

## 略歴
- 高エネルギー加速器研究機構 素粒子原子核研究所 助手[1]
- 高エネルギー加速器研究機構 素粒子原子核研究所 助教
- 高エネルギー加速器研究機構 素粒子原子核研究所 准教授
- 2001年7月 - 理学博士（京都大学）（学位論文「A measurement of the Inclusive Branching Fraction for the Radiative B Meson Decay B→Xsγ with the Belle Detector(Belle検出器によるB中間子の射輻崩壊B→Xsγの分岐比測定)」）[2]。
- 2011年7月 - 高エネルギー加速器研究機構 素粒子原子核研究所 教授[3]
- 2012年 - ILC戦略会議 委員